# 聖心女子大学の人物一覧
聖心女子大学の人物一覧（せいしんじょしだいがくのじんぶついちらん）は、聖心女子大学に関係する人物の一覧記事。

## 学長
- 相良惟一（1975年3月  - 1983年3月） - 教育学者[1][2]

## 教職員

### 英語英文学科
- 安達まみ - 英文学者
- マーシャ・クラッカワー - 英文学者、元NHKニュースキャスター

### 日本語日本文学科・哲学科・史学科
- 佐々木隆 - 歴史学者
- 深井雅海 - 歴史学者、財団法人徳川黎明会徳川林政史研究所副所長

### 心理学科・教育学科・人間関係学科
- 菅原健介 - 心理学者
- 鈴木乙史 - 心理学者

### 国際交流学科
- 大崎麻子 - 非常勤講師、政策学者、関西学院大学総合政策学部教授
- 坪内淳 - 国際政治学者

## OG

### 皇室
- 上皇后美智子（7回生）- 皇族・上皇后、在学時は正田美智子

### 政界・財界
- 紀平悌子（1回生）- 元参議院議員、日本婦人有権者同盟会長
- 藤野真紀子（22回生）- 元衆議院議員、自民党
- 山谷えり子（23回生） - 内閣府特命担当大臣、国家公安委員会委員長、参議院議員、参議院環境委員長、尾崎行雄記念財団顧問
- 土屋品子（24回生）- 衆議院議員、自民党、復興大臣
- 中川郁子（31回生） - 元衆議院議員、自民党、NPO法人ラ・テール代表、中川昭一の妻
- 伊達美和子（44回生） - 森トラスト株式会社、森トラスト・ホテルズ&リゾーツ株式会社代表取締役社長、経済同友会副代表幹事
- 石川香織（57回生）- 衆議院議員、立憲民主党、元日本BS放送アナウンサー

### 研究者・学者
- 緒方貞子（1回生）- 元国連難民高等弁務官、元JICA国際協力機構、理事長、元上智大学名誉教授
- 須賀敦子（1回生）- 作家、イタリア文学者、上智大学元教授
- 渡辺和子（1回生）- 元ノートルダム清心女子大学学長、元理事長
- 猪熊葉子（2回生）- 児童文学者、聖心女子大学名誉教授、翻訳家、サンケイ児童出版文化賞
- 鈴木秀子（4回生）- 国際コミュニオン学会名誉会長、評論家、聖心女子大学元教授
- 高木慶子（9回生）- 神学者、心理学者、元聖トマス大学名誉教授
- 齋藤美穂（29回生） - 心理学者、早稲田大学副総長
- 岩宮恵子（32回生） - 心理学者、島根大学人間科学部教授
- 新井範子（36回生） - 経営学者、上智大学経済学部教授
- 岡田知子（38回生） - カンボジア文学者、東京外国語大学総合国際学研究院教授、日本翻訳出版文化賞
- 鈴木智子（50回生） - 経営学者、一橋大学大学院経営管理研究科教授、ローソン取締役、スタンレー電気取締役

### 文学
- 曽野綾子（4回生）- 作家、日本財団会長、日本芸術院恩賜賞受賞、吉川英治文化賞受賞、文化功労者
- 島多代（10回生）- 絵本、児童書研究家、国際児童図書評議会元会長
- 大原まり子（31回生） - 作家、日本SF大賞受賞、雲賞日本短編・長編部門受賞、日本SF作家クラブ会長
- 稲畑汀子 - 俳人、日本伝統俳句協会会長、虚子記念文学館理事長、俳誌「ホトトギス」主宰、祖父は高浜虚子、父は高浜年尾
- 齋藤恵美子 - 詩人、芸術選奨新人賞受賞、高見順賞受賞

### 文化・芸能
- 星田良子（22回生） - 映画監督、ディレクター、ギャラクシー賞奨励賞、芸術祭作品賞、放送ウーマン大賞’97受賞
- 藤真利子（28回生）- 女優、父は作家藤原審爾
- 南美希子（28回生）- タレント、エッセイスト、元テレビ朝日アナウンサー
- 真野あずさ（30回生） - 女優
- 井上絵美（32回生） - 料理研究家、父は映画監督井上梅次、母は女優月丘夢路
- 岡田美里（34回生） - タレント、エッセイスト
- 村井かずさ（48回生）- 声優、ナレーター
- 千葉美苗（50回生）- 2002年ミス・ユニバース・ジャパン
- 村松えり（50回生）- 女優、母は村松英子
- 河村公美（52回生）- 2002年ミス日本グランプリ
- 團遥香（66回生）- 女優、タレント
- 細川亜衣 - 料理研究家、義父は細川護煕
- 清水あき - モデル、タレント
- 清岡千穂 - 作曲家
- 吉松育美 - 2012年ミス・インターナショナルグランプリ
- 山岡由依 - モデル、タレント
- 塚本舞 - タレント、歌手
- 水野真紀 - 女優
- 三田萌日香 - 女優

### 報道
- 荻原弘子（27回生）- 日本テレビ報道局チーフディレクター・元アナウンサー
- 幸田シャーミン（29回生）- ジャーナリスト、ニュースキャスター、東京農業大学客員教授
- 木村優子（33回生）- 元日本テレビアナウンサー
- 寺田理恵子（34回生） - フリーアナウンサー、元フジテレビアナウンサー
- 岩瀬惠子（36回生） - フリーアナウンサー、元フジテレビアナウンサー
- 細川珠生（41回生）- ジャーナリスト
- 安井まみ子（41回生）- フリーアナウンサー、元広島テレビアナウンサー
- 近藤久美子（44回生）- 元鹿児島読売テレビアナウンサー
- 風見好栄（45回生）- IBC岩手放送アナウンサー
- 伊藤奈美（45回生）- 元山陽放送アナウンサー、元BS1・NHK衛星テレビニュースキャスター
- 森麻緒（45回生）- フリーアナウンサー、元中部日本放送・テレビ神奈川アナウンサー
- 中條誠子（46回生）- NHKアナウンサー
- 川北桃子（47回生）- テレビ朝日チーフプロデューサー・元アナウンサー
- 河本香織（47回生）- 元日本テレビアナウンサー
- 上山千穂（48回生）- テレビ朝日アナウンサー
- 熊谷明美（48回生）- 札幌テレビアナウンサー
- 大橋マキ（49回生）- 元フジテレビアナウンサー
- 松川浩子（49回生）- 毎日放送アナウンサー
- 川井綾子（50回生）- フリーアナウンサー、元青森朝日放送アナウンサー、元BS朝日・TOKYO MXキャスター
- 千野志麻（50回生）- 元フジテレビアナウンサー
- 佐藤まり江（51回生）- ニュースキャスター、エッセイスト、ライター
- 出射由佳（52回生）- 元仙台放送・テレビ静岡アナウンサー
- 生駒夕紀子（52回生）- フリーアナウンサー、元東北放送アナウンサー
- 小泉恵未（53回生）- フリーアナウンサー、元TOKYO MXアナウンサー
- 浅利そのみ（53回生）- フリーアナウンサー
- 亀井京子（55回生）- フリーアナウンサー、元テレビ東京アナウンサー
- 乾麻梨子（56回生）- 朝日放送テレビアナウンサー
- 氏田朋子（57回生）- 元CBCテレビアナウンサー
- 椿原慶子（58回生）- フジテレビアナウンサー
- 清川真衣（58回生）- 元南日本放送アナウンサー
- 神谷文乃（58回生）- 元岡山放送アナウンサー
- 翁長舞（60回生）- フリーアナウンサー、元琉球放送・テレビ神奈川アナウンサー
- 林美桜（67回生）- テレビ朝日アナウンサー
- 忽滑谷こころ（70回生） - 日本テレビアナウンサー
- 田原萌々（71回生）- テレビ朝日アナウンサー
- 中根舞美（73回生）- テレビ東京アナウンサー
- 野村久子 - 元愛媛朝日テレビアナウンサー
- 金本美紀 - フリーアナウンサー、元山形放送アナウンサー
- 鵜飼久美子 - フリーアナウンサー
- 若月貴代 - 元東日本放送アナウンサー
- 加納有沙 - フリーアナウンサー、元文化放送・九州朝日放送アナウンサー
- 松本祐香 - ラジオジャパン英語キャスター、ジャーナリスト、翻訳家
- 杉野真実 - 日本テレビアナウンサー
- 永野景子 - 文化放送 放送事業局報道スポーツセンターデスク・元アナウンサー
- 宮原亜友子 - 元名古屋テレビ放送アナウンサー、元フリーアナウンサー
- 黒部亜希子 - テレビ大阪アナウンサー・元宮崎放送アナウンサー
- 三戸美佳 - テレビ新広島ディレクター・元アナウンサー
- 竹内久乃 - フリーアナウンサー、元山形放送アナウンサー
- 菊池由貴 - 元南海放送アナウンサー
- 大島由佳 - 元鹿児島讀賣テレビ・北海道放送アナウンサー
- 藤丸由華 - フリーアナウンサー、元Tokyo fmアナウンサー
- 橘高香純 - 元NHK高知放送局契約キャスター、元愛媛朝日テレビ・元広島テレビ放送・元鹿児島放送アナウンサー
- 松原江里佳 - フリーアナウンサー、元札幌テレビ放送アナウンサー
- 伊藤みゆき - 気象キャスター、気象予報士
- やがら純子 - フリーアナウンサー
- 五月女舞香 - 青森テレビアナウンサー
- 赤間優美子 - 元静岡朝日テレビアナウンサー
- 藤本真未 - フリーアナウンサー、元南日本放送アナウンサー、元東京MXテレビアナウンサー
- 川島有貴 - IBC岩手放送アナウンサー
- 金川恵理 - フリーアナウンサー、元茨城放送アナウンサー
- 高橋幸 - フリーアナウンサー
- 久保沙里菜 - フリーアナウンサー
- 川﨑玲奈 - K-MIX 静岡エフエム放送 アナウンサー
- 栗田麻理 - 静岡朝日テレビアナウンサー